# اریش لودندورف
اریش فریدریش ویلهلم لودِن‌دُرف (Erich Friedrich Wilhelm Ludendorff) (زادهٔ ۹ آوریل ۱۸۶۵ – درگذشتهٔ ۲۰ دسامبر ۱۹۳۷) سردار معروف ارتش آلمان، فاتح لیژ و نبرد تاننبرگ بود. انتصاب وی به عنوان ژنرال آماد و پشتیبانی (به انگلیسی: Quartermaster general) در اوت ۱۹۱۶ او را در کنار پاول فن هیندنبورگ به رهبر اقدامات نظامی آلمان در جنگ جهانی اول بدل ساخت. شکست تهاجم بزرگ آلمان موسوم به «آفند بهاره» در سال پایانی جنگ (که با هدف تحصیل یک پیروزی خاتمه بخش اجرا شده بود) شکست استراتژیک وی بود که در اکتبر ۱۹۱۸ به خلع وی و سپس امضای معاهده آتش‌بس ۱۱ نوامبر ۱۹۱۸ منجر گردید.
پس از جنگ، لودندورف، یک رهبر ملی‌گرای برجسته و مروج افسانهٔ «خنجر از پشت» شد؛ افسانه ای که باعث و بانی شکست کشورش را مارکسیست‌ها، بلشویک‌ها، فراماسون‌ها و یهودیان می‌دانست؛ آن هم به خاطر خیانتشان به ارتش در طول جنگ و افزون بر آن، به خاطر مذاکرات نامطلوبی که منجر به امضای معاهده ورسای شدند. (عبارت معروف «خنجر از پشت» بعدها دستاویز هیتلر و نازی‌ها برای کوباندن یهودیان و مارکسیست‌های آلمان شد). وی در ۱۹۲۰ در کودتای کَپ (به همراهی ولفگانگ کَپ) و سپس کودتای آبجوفروشی مونیخ در ۱۹۲۳(به همراهی هیتلر) شرکت داشت و در ۱۹۲۵ نیز در انتخابات ریاست جمهوری وایمار شرکت کرد که البته نتوانست مافوق سابقش، پاول فون هیندنبورگ، را شکست دهد. از ۱۹۲۴ تا ۱۹۲۸ وی نماینده حزب «حزب آزادی نژاد آلمانی» یا به اختصار DVFP در رایشتاگ بود. لودندورف پس از جنگ مداوماً خط مشی فکری نظامی خالصی را دنبال می‌کرد، به طوری که با انتشار کتاب «جنگ تمام عیار» (به آلمانی:Der totale Krieg) در ۱۹۳۵، نظریه جنگ تمام‌عیار را مطرح کرد. در این اثر، او استدلال کرد که تمام نیروهای جسمی و روانی ملت باید بسیج شود زیرا صلح صرفاً وقفه‌ای بین دو جنگ (جنگ اول جهانی و بعداً جنگ دوم جهانی) خواهد بود. لودندورف در طول جنگ اول مفتخر به دریافت صلیب کبیرِ صلیب آهنی و پور لی میریت شده بود.

## سالهای ابتدایی

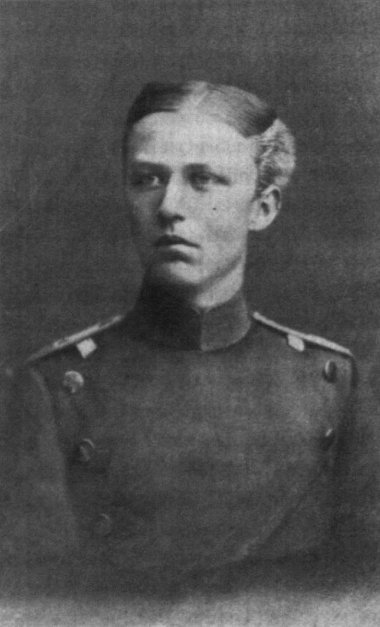
لودندورف جوان در ۱۷ سالگی

اریش لودندورف در ۹ آوریل ۱۸۶۵ در کروشفنیا(Kruszewnia) نزدیک پوزن، بخشی از پادشاهی پروس (اکنون با عنوان استان پوزنان در لهستان امروزی) به عنوان سومین فرزند از خانواده ای شش نفره پا به عرصه هستی گذاشت. پدرش اوت ویلهلم لودندورف(۱۹۰۵_۱۸۳۳) مردی از تبار تاجرین پومرانی ای بود که در سالیان گذشته به مقام اشرافی پایین یونکر دست یافته بودند. مادر اریش، کلارا جانِت هِنریته فون تمپلهوف(۱۹۱۴_۱۸۴۰) دختر یک اشرافیِ فقیر شده به نام اوت ناپلئون فون تمپلهوف(۱۸۶۸_۱۸۰۴) و مادری به نام جانِت ویلهلمینه فون ژیمباسکا بود؛ کسی که از گروه لهستانی‌های آلمانی شده(Germanized Polish) بود.
دوران کودکی اریش، راحت و بی هیاهو سپری شدند و او در مزرعه کوچک خانوادگی شان بزرگ شد. اریش آموزش مقدماتی مدرسه ابتدایی را نزد عمه (یا خاله) مادروارش فرا گرفت و در ریاضیات از خود استعدادی نشان داد، چنان‌که برادر جوانترش به نام هانس یک اخترشناس برجسته شد. او آزمون ورودی کادت (مدرسه نظامی) را در پلون با رتبه ممتاز گذراند به طوری که به کلاسی که دو سال جلوتر از گروه سنی اش بود، راه یافت و همواره شاگرد ممتاز کلاس خود بود. (ژنرال معروف جنگ دوم جهانی هاینتس گودریان نیز در همین مدرسه نظامی تحصیل کرده بود؛ اصولاً بسیاری از افسران آموزش دیدهٔ ممتاز آلمانی، دانش آموختهٔ همین مدرسهٔ کادت بودند)

## خدمت اولیهٔ نظامی
در ۱۸۸۵ لودندورف به عنوان افسر جزء (افسر مادون) در تیپ ۵۷اُم پیاده و سپس در وِسِل آموزش دید. در طول هشت سال بعد، وی به ستوان ارتقا یافته و در هنگ دوم دریایی واقع در کیل و ویلهلمشاون نیز به خدمت پرداخت. خدمت نظامی وی با تحسین و تقدیرهای مکرر همراه بود. در ۱۸۹۳ وارد دانشگاه جنگ شد، جایی که رئیس آن، ژنرال مِکِل، وی را به ستاد پیشنهاد کرد، ستادی که در ۱۸۹۴ وارد آن شد. لودندورف به سرعت خود را نشان داد و در ستاد سپاه پنجم آلمان از ۱۹۰۲ تا ۱۹۰۴ افسر ارشد بود.
سپس او به ستاد کل ارتش آلمان راه یافت، جایی که ریاست آن با ژنرال آلفرد فون اشلیفن بود. لودندورف «واحد بسیج ستاد» را از ۱۹۰۴ تا ۱۹۱۳ اداره کرد و بعداً با ماکس باوئر، یک افسر درخشان توپخانه، همکار شد؛ همکاری که دوست صمیمی وی گردید.
در ۱۹۱۰ در سن ۴۵ سالگی، این «عاصی پیر» (نامی که خودش دوست داشت به آن خوانده شود) با مارگارت اشمیت(۱۹۳۶_۱۸۷۵) دختر یک کارخانه دار متمول ازدواج نمود. آنها یکدیگر را در یک باران طوفانی ملاقات کردند، زمانی که اریش چتر خود را به او تعارف کرد. مارگارت از همسر خود جدا شد تا به عقد اریش در آید، در حالی که سه پسر و یک دختر از همسر سابقش را برای وی به ارمغان آورد. ازدواج آنها باعث سعادت هر دو خانواده شد و اریش خود را وقف فرزند خوانده‌هایش کرد.
در ۱۹۱۱ لودندورف اکنون یک سرهنگ تمام بود. «واحد بسیج ستاد» وی مسئول نوشتن فرامین و دستورها برای تدارک نیروهای بسیج و به‌کارگیری آنها زیر چتر خدمت بود؛ نیروهای بسیجی که برای نقشه اشلیفن ضروری می‌نمودند. برای همین، واحد بسیج ستاد وی مخفیانه مواضع دفاعی در مرز با فرانسه، بلژیک و روسیه را نقشه‌برداری و مساحی می‌کرد. برای نمونه، در ۱۹۱۱ لودندورف از شهر پادگانی کلیدی لیژ در بلژیک دیدن نمود.
نمایندگان حزب سوسیال دموکراتیک وایمار (حزبی که در انتخابات فدرال ۱۹۱۲ آلمان اکثریت کرسی‌های رایشتاگ را کسب کرده بود) به ندرت تقدم و اولویتی برای مخارج نظامی_خواه برای تهیه نیروهای ذخیره و خواه برای سرمایه‌گذاری تولید سلاح سنگین مانند توپ‌های کروپ_ قایل می‌شدند. به جای آن، ترجیح دادند مخارج نظامی را بر ناوگان امپراتوری متمرکز سازند. محاسبات لودندورف نشان داد که ارتش برای اجرای مناسب نقشهٔ اشلیفن حدود شش سپاه کم دارد.
به اعضای ستاد کل ارتش آموخته بودند که خود را از دیدگان سیاسیون و عوام مخفی بدارند، اما لودندورف چنین قیودی را نادیده گرفت. در کنار وی، ژنرال بازنشسته ای به نام اوت کایم و رهبر جامعهٔ پان ژرمنی یعنی هاینریش کلاس، نیز با او همرأی بودند، این سه دایماً نمایندگان رایشتاگ را با قدرت تمام برای افزودن شش سپاه اضافی تحت فشار (لابی) قرار می‌دادند. در ۱۹۱۳ بودجه ای برای چهار سپاه اضافی اختصاص داده شد اما لودندورف با انتصاب ناخواسته به عنوان فرمانده تیپ ۳۹اُم آلمان مستقر در دوسلدورف، از واحد بسیج ستاد منفک شد. به اذعان خودش: «شخصاً این تغییر سِمت را ناشی از فشارهایم به خاطر آن سه سپاه اضافی قلمداد کردم.»
باربارا تاکمن در کتاب خود با عنوان توپ‌های ماه اوت لودندورف را در قامت یک «شاگرد فدایی اشلیفن» تصویر کرده‌است، کسی که تشنه و گرسنهٔ کار کردن، با شخصیتی خارا مانند اما عمداً دوست گریز و دارای ظاهری مهیب که نتیجتاً کمتر شناخته شده یا محبوب می‌نمود. اگر به سخنان همسرش گوش کنیم به صحت این ادعا پی می‌بریم: «هر کس لودندورف را می‌شناسد، می‌داند که بارقه ای از شوخ‌طبعی در وی یافت نمی‌شود…» با این حال او پرحرف، هرچند گریزان از مکالمات کوتاه، بود. جان لی ادعا کرده که هنگامی که لودندورف در کنار سربازانش بود، «به یک رهبر نمونهٔ تیپ تبدیل شد… افسران جوانتر برای پرستیدن وی حضور به هم می‌رساندند.» آجودان وی، ویلهلم برویکر، به یک دوست فدایی وی تا پایان زندگی اش بدل شد.

## جنگ اول جهانی

### نبرد لیژ
با وقوع جنگ اول جهانی در اوت ۱۹۱۴ لودندورف به عنوان معاون رئیس ستاد ارتش دوم آلمان تحت فرماندهی کارل فون بولو منصوب گشت. این انتصاب بیشتر ناشی از تلاش‌های گذشتهٔ وی در تجسس و نقشه‌برداری از مواضع دفاعی شهر لیژ بلژیک بود. در بدو نبرد لیژ، لودندورف با تیپ ۱۴اُم بر روند جنگ نظارت داشت، تیپی که موظف بود در شب هنگام مخفیانه وارد شهر شده و پل‌ها را پیش از اینکه توسط بلژیکیان تخریب گردد، اشغال کنند. فرماندهٔ این تیپ در روز ۵ اوت کشته شد بنابراین لودندورف حملهٔ موفقیت‌آمیز به لیژ را رهبری کرد تا شهر و دژ آن به تسخیر آلمانی‌ها درآید. در روزهای بعدی، دو تا از قلاع دفاعی شهر با حمله مستقیم و خشن آلمان به اشغال درآمد، در حالی که مابقی دژها با هویتزرهای غول آسای کروپ ۴۲ سانتی‌متری آلمان و اسکودای ۳۰٫۵ سانتی‌متری اتریش_مجارستان در هم شکسته شدند. در ۱۶ اوت، تمامی دژهای حفاظتی شهر لیژ سقوط کردند و این به ارتش یکم آلمان به رهبری الکساندر فن کلوک اجازه داد در طول این کشور پیشروی کند. در مقام فاتح نبرد لیژ، ژنرال لودندورف در روز ۲۲ اوت بالاترین نشان نظامی آلمان، پور لی میریت، را به خاطر شجاعتش در طول نبرد مستقیماً از دستان قیصر دریافت داشت.

### فرماندهی در جبههٔ شرق

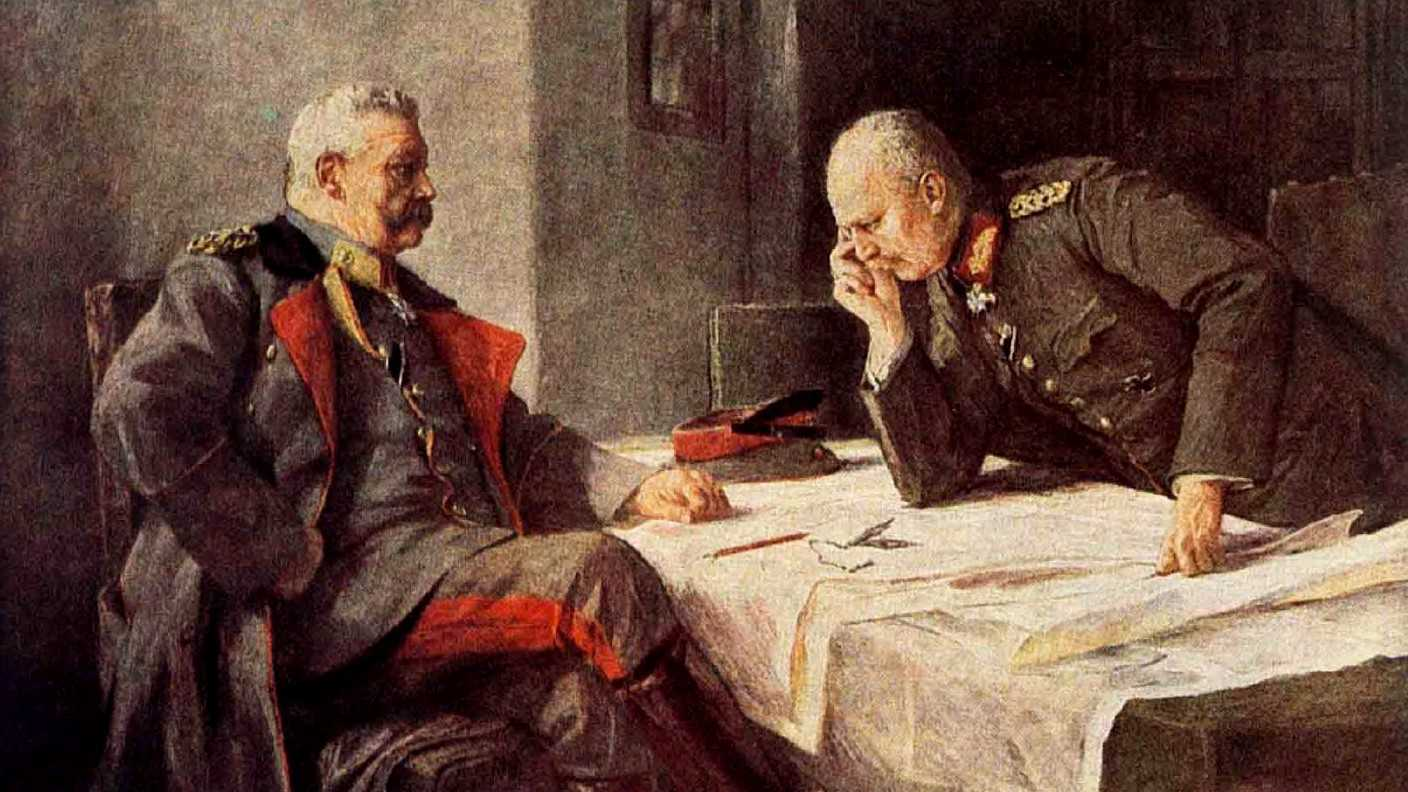
ژنرال هیندنبورگ (چپ) و رئیس ستاد وی ژنرال لودندورف؛ فاتحین نبرد تاننبرگ. اثر هوگو وُگِل

بسیج آلمان در طول بحران ژوئیه تنها یک ارتش را برای حفاظت از مرزهای شرقی خود در برابر تهاجم روسیه اختصاص داده بود: ارتش هشتم. ارتش امپراتوری روسیه زودتر از آنچه انتظارش می‌رفت به پروس شرقیِ آلمان تجاوز کرد، فرماندهان ارتش هشتم دستپاچه و هراسان شدند، بنابراین از سوی فرماندهی عالی ارتش آلمان یا به اختصار OHL(به آلمانی: Oberste Heeresleitung) بر کنار شدند. کابینه جنگی، ژنرال بازنشسته ای به نام پاول فون هیندنبورگ را به عنوان فرمانده جدید ارتش هشتم منصوب کرد در حالی که OHL ژنرال اریش لودندورف را به عنوان رئیس ستاد وی انتخاب نمود. هیندنبورگ و لودندورف، یکدیگر را برای نخستین بار در قطار ویژه ای که روانه مرزهای شرقی بود، ملاقات نمودند. آنها به توافق رسیدند که بایستی نزدیکترین ارتش روسیه را شکست دهند، یعنی ارتش دوم روسیه، سپس حساب ارتش یکم آنها را برسند. آنها وقتی به مقر ستاد خود در پروس شرقی رسیدند، پی بردند که ماکس هوفمان_ معاون فرمانده سابق که پس از اخراج وی، موقتاً امور ارتش هشتم را اداره می‌کرد_ عملاً اکثر نیروهای ارتش هشتم را با راه‌آهن به جنوب در نزدیکی ارتش دوم روسیه منتقل کرده‌است، کاری که از نظر لجستیکی یک شاهکار محسوب می‌شد. نُه روز بعد ارتش هشتم آلمان، اکثریت ارتش دوم روسیه را در نزدیکی تاننبرگ محاصره کرده و ۹۲٬۰۰۰ اسیر گرفت تا یکی از بزرگ‌ترین پیروزی‌های تاریخ آلمان رقم بخورد. برای دومین بار در طول نبرد، ژنرال لودندورف اصرار کرد که عملیات متوقف گردد زیرا ترس وی این بود که مبادا دیگر ارتش دشمن (ارتش یکم روسیه) به عقب ارتش هشتم حمله کند؛ ژنرال هیندنبورگ اما قویاً مخالفت کرد.
آلمانی‌ها در نبرد دریاچه‌های مازوریان، ارتش یکم روس‌ها را نیز مورد حمله قرار دادند، این ارتش جهت اجتناب از محاصره، با برجا گذاشتن تلفاتی سنگین پا به گریز گذاشت. در طول مابقی سال ۱۹۱۴ هیندنبورگ و لودندورف این بار با هدایت استادانه یک گروه ارتش∗ _که بر دشمن خود برتری عددی داشت_ به بخش روسیِ لهستان، از حملهٔ محتمل روسها به سیلزیای آلمان جلوگیری کردند. در طول نبرد رودخانهٔ ویستولا که با عقب‌نشینی ماهرانه آلمانی‌ها پایان یافت، ارتش نهم آلمان تمامی خطوط راه‌آهن و پل‌هایی که برای حمله به سیلزیای آلمان مفید بودند را در هنگام عقب‌نشینی تخریب کرد. وقتی روس‌ها دست به تعمیر آنها زدند، آلمانی‌ها جناح ارتش آنها را در نبرد لوش(battle of Łódź) مورد یورش قرار دادند و تقریباً بار دیگر یک ارتش روسی را به دام محاصره انداختند. به عقیده کارشناسانِ غافلگیری و مانورهای سریع، اگر ارتش نهم آلمان به خوبی تقویت شده بود، می‌توانست تمامی ارتش روسیه در لهستان را نیز به دام اندازد. در طول زمستان ۱۹۱۵_۱۹۱۴ هیندنبورگ و لودندورف با شور و اشتیاق برای این استراتژی پافشاری می‌کردند اما OHL آنرا نپذیرفت.
در بدو سال ۱۹۱۵ هیندنبورگ و لودندورف ارتش روسیه ای که هنوز جای پایی در پروس شرقیِ آلمان داشت، را با حمله ای در طوفان سخت زمستان غافلگیر نمودند و آن را در نبرد دوم دریاچه مازوریان محاصره کردند. OHL سپس ژنرال لودندورف را به منصبی دیگر گماشت اما التماس شخصی ژنرال هیندنبورگ به قیصر آلمان، لودندورف را برای وی نگه داشت. اریش فون فالکنهاین، فرمانده OHL یا رئیس ستاد کل ارتش آلمان، برای حمله به جناح ارتش سوم روسیه که در حال فشار آوردن به گذرگاه‌های کارپات جهت حمله به مجارستان بود، به شرق آمد. با بهره‌گیری از توپخانهٔ در هم کوبنده‌شان، آلمانی‌ها و اتریش_مجارها خط گورلیسه-تارنوف (واقع در جنوب شرقی لهستان فعلی) را شکافتند و چنان فشاری وارد آوردند که روس‌ها از سراسر گالیسیا (منطقه لهستانی نشینِ اتریش_مجارستان) عقب نشستند. در طول پیشروی ژنرال فالکنهاین طرح‌های مبنی بر قیچی کردن روس هادر لهستان (به سبک نقشه اشلیفن) را رد و به جای آن حمله رو در رو به دشمن را ترجیح داد. در حالی که روس‌ها از حیث تسلیحات از دشمن اروپایی خود پست‌تر بودند، در طول تابستان ۱۹۱۵ فرماندهی کل قوای آنان، گراند دوک نیکُلای نیکلایویچ رومانوف، برای نظم بخشیدن به جبهه اش اقدام به عقب‌نشینی سراسری کرد که در تاریخ این جنگ به «عقب‌نشینی بزرگ» معروف است. این عقب‌نشینی اکثریت لهستان (از جمله ورشو) را در بر می‌گرفت؛ در طول آن، آنان خطوط راه‌آهن، پل‌ها و ساختمان‌ها را منهدم نموده که ۷۴۳٬۰۰۰لهستانی، ۳۵۰٬۰۰۰ یهودی، ۳۰۰٬۰۰۰ لیتوانیایی و ۲۵۰٬۰۰۰ لتونیایی را به درون روسیه راند.
در طول زمستان ۱۹۱۶_۱۹۱۵ مقر ستاد ژنرال لودندورف در کاوناس (دومین شهر بزرگ لیتوانی فعلی) بود. آلمانی‌ها هم‌اکنون آنچه امروزه لیتوانی خوانده می‌شود، لتونی غربی و شمال شرقی لهستان را در اشغال خود داشتند؛ مساحتی که حدوداً معادل مساحت کشور فرانسه بود. لودندورف خواهان آلمانی سازی(Germanization) قلمروهای متصرفی و الحاق (انضمام)های گسترده به قلمرو امپراتوری آلمان بود، به طوری که به ساکنین آلمانی، آن زمین‌ها را پیشنهاد می‌کرد. (به آلمانی:Drang nach Osten)∗ همچنین در سر وی و ملی گرایان آلمانی نقشه‌هایی دور و دراز پرورانده می‌شد که سرزمین‌های کورلاند و لیتوانی را به عنوان دولتهای مرزی ای که توسط فرمانداران نظامی آلمانی اداره می‌شدند و تنها به قیصر آلمان پاسخگو بودند، در نظر می‌گرفت. او در صورت پیروزی رایش آلمان، الحاق (انضمام)های گسترده و به قیمومت کشاندن(Colonization) سرزمین‌هایی در اروپای شرقی را پیشنهاد داد و یکی از جانبداران اصلی «باریکه مرزی لهستانی»∗بود. لودندورف حامی طرح‌هایی برای ادغام «آلمانی نشینی» و «آلمانی سازی» در نواحی متصرفاتی از طریق اخراج جمعیت بومی آن مناطق بود؛ او یک امپراتوری آلمان شرقی که منابع و ذخایر خود را برای جنگ با بریتانیا و ایالات متحده به مصرف می‌رساند، در مخیله خود می‌گنجانید؛ طرح‌های موهومی وی تا جایی پیش می‌رفت که شبه‌جزیره کریمه را نیز به مثابه یک مستعمره آلمانی فرض کرد. ژنرال اریش لودندورف، ملل و گروه‌های قومی نواحی اشغال شدهٔ خود را «ناتوان در آفرینش فرهنگ واقعی» می‌پنداشت.
در ۱۶ مارس ۱۹۱۶ روس‌ها که اکنون دارای منافع کافی از توپخانه و گلوله شده بودند، به مواضعی از استحکامات دفاعی جدید آلمان یورش بردند، قصد آنها رخنه به دو نقطه و سپس محاصره و قیچی کردن آلمان‌ها بود. آنها تا پایان ماه تقریباً به صورت روزانه حمله می‌کردند اما «تهاجم دریاچهٔ ناراخ» (واقع در مینسک روسیه) با خفه شدن در خون و باتلاق به شکست انجامید.
روس‌ها اما در جنوب یورش‌هایی موفقتر بر ضد اتریش_مجارستان انجام دادند؛ تهاجم بروسیلوف خطوط آنان را با یورشِ گستردهٔ غافلگیر کننده ای که با نیروهای هجومی آموزش دیده‌ای انجام می‌گرفت، در هم شکست. این رخنه سرانجام با فراخواندن نیروهای اتریش_مجارستانیِ درگیر در جبهه ایتالیا به علاوهٔ مشاورین و ذخیره‌های آلمانی، مسدود شد. در ماه ژوئیه، به حملات روس‌ها در شمال علیه آلمانی‌ها پاسخ متقابل داده شد. در ۲۷ ژوئیه ۱۹۱۶ ژنرال هیندنبورگ فرماندهی تمامی نیروهای جبههٔ شرقی از بالتیک تا برودی (در اوکراین) را بر عهده گرفت. لودندورف و هیندنبورگ مسئولیت جدید خود را در قطاری ویژه برعهده گرفتند و مقر ستاد (قرارگاه) خود را در برست_لیتوفسک برپا کردند. در اوت ۱۹۱۶ جبهه شرقی آنان در همه نقاط تحت حفاظت بود.

### رهبری مشترک نظامی با هیندنبورگ

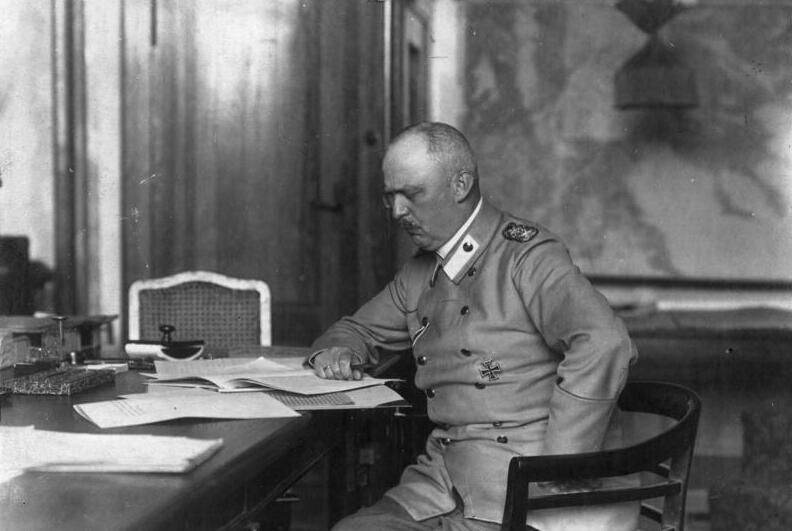
مشغول به کار در ستاد کل ارتش

در فوریه ۱۹۱۶ در جبههٔ غرب، آلمان‌ها به وردون (جنوب شرق فرانسه) یورش بردند و به زودی زیر ضربات نیروهای انگلیسی و فرانسوی در سُم نیز قرار گرفتند. رفقای لودندورف در OHL(فرماندهی عالی نیروهای مسلح آلمان) که سردسته آنها ماکس باوئر بود، با تلاشی بی وقفه به سود وی لابی می‌کردند. با اعلان جنگ رومانی به اتریش_مجارستان در اوت این سال و فشارش به سوی مجارستان، توازن جنگ به ضرر آلمانی‌ها تغییر یافت. ژنرال فالکنهاین به عنوان رئیس ستاد کل ارتش آلمان، در ۲۹ اوت از سر ناچاری جای خود را به ژنرال هیندنبورگ سپرد. لودندورف مجدداً در سمت معاون وی با عنوان ژنرال اول آماد و پشتیبانی (به انگلیسی: Quartermaster general) به خدمت ادامه داد و به او گفته شد که در این سِمت با هیندنبورگ دارای مسئولیت مشترک است. او را به درجه ژنرال پیاده‌نظام (به آلمانی: General der Infanterie) با دوستاره ارتقا دادند. صدر اعظم تئوبالد فون بتمان هولوگ به کابینهٔ جنگی چنین هشدار داد: «شماها لودندورف را نمی‌شناسید؛ کسی است که تنها در هنگامهٔ پیروزی مفید است، اگر اوضاع بد پیش برود او اعصابش را می‌بازد.» به هر حال نگرانی اول ستاد کل، ارتش نسبتاً بزرگ اما بد تجهیز شدهٔ رومانی بود، برای همین نیروهایی از جبههٔ غرب به شرق فرستاده شدند و از قضا یورش رومانیایی‌ها و روس‌ها به مجارستان را سد نمودند. از سمت جنوب، رومانی مورد یورش نیروهای آلمانی، اتریش_مجاری، بلغاری و عثمانی تحت فرماندهی فیلد مارشال مکنسن و از شمال نیز مورد یورش نیروهای آلمانی و اتریش_مجارستانی تحت هدایت ژنرال فالکنهاین قرار گرفتند. بخارست در ۶ دسامبر ۱۹۱۶ سقوط کرد و مکنسن تا پایان جنگ حاکم نظامی آنجا گردید. بر طبق گفته‌های مکنسن، فرماندهی غیرصمیمانهٔ لودندورف شامل «سِیلی از تلگرافها که به قدر موهن∗ بودنشان، زاید نیز بودند» می‌شد. وقتی OHL از شکست حتمی رومانی اطمینان یافت، نیروها را به غرب بازگرداند و افسران ستادی که در زمان تصدی فالکنهاین به کار مشغول بودند را در سِمتهای خود ابقا کرد؛ به جز یک افسر عملیاتی که مسئول شکست در وردون بود. هیندنبورگ و لودندورف به نشستها و کنفرانس‌های فرماندهین جبههٔ غرب سر می‌زدند تا اوضاع را بسنجند؛ بدین وسیله مشکلات آنان را دریافته و نظرشان را نیز جویا می‌شدند. در هر نشست، ژنرال لودندورف بیشترین مکالمات را برای هیندنبورگ ایراد می‌کرد. قرار بر این شد که حملهٔ دیگری در وردون انجام نگیرد و از سُم با تاکتیکهایی بازبینی شده که نفرات کمتری را در معرض توپخانه بریتانیا قرار می‌داد، دفاع شود. یک خط دفاعی ثانوی جدیدی نظیر آنچه در شرق ساخته بودند نیز قرار شد بنا گردد. بعدها متفقین به این خط عنوان خط هیندنبورگ را دادند. هدف آلمان پیروزی بود، یعنی یک آلمان با مرزهای گسترش یافته که آسانتر می‌توانست از خود در جنگ بعدی دفاع کند. به ژنرال هیندنبورگ اسماً[و نه عملاً] فرماندهی بر تمامی نیروهای دول محور∗ اعطا شد. دستان لودندورف در همه جا دیده می‌شدند. هر روز وی سر میز تلفن نشسته و با ستاد (قرارگاه)های ارتش‌های خود در تماس بود، به طوری که ارتش با انبوهی از «بمباران کاغذی لودندورف» که شامل اوامر و فرامین وی، دستورالعمل‌ها و استعلام اطلاعات بودند، روبرو شده بود. اثر انگشت وی در تک تک تلاش‌های جنگی آلمان دیده می‌شد. او هر دو روز یکبار اطلاعیه ای رسمی منتشر می‌کرد و اغلب با خبرنگاران روزنامه‌ها و فیلم‌های خبری کوتاه (به انگلیسی: newsreel) دیدار می‌کرد. به زودی ملت آلمان وی را در قامت مغز متفکر ارتش ستود.

### حواشی داخلی
هدف لودندورف همین بود «تنها یک چیز روشن است: قدرت باید در دستان من باشد.» چنان‌که در قانون اساسی امپراتوری آلمان تصریح شذه بود، حکومت باید به دست غیرنظامیانی که از سوی قیصر منصوب می‌شدند اداره گردد. OHL اما با اطمینان به برتری افسران نظامی بر غیرنظامیان، داوطلب نظارت بر اقتصاد کشور شد: اموری مانند درآمد ملی، مواد خام، کار و غذا. ماکس باوئر، دوست نزدیک و دست راست لودندورف، با رفقای صاحب صنایع خود شروع به هدفگذاری‌هایی بس جاه طلبانه برای تولیدات نظامی کرد، چیزی که به برنامه هیندنبورگ شهره گشت. لودندورف با گرمی و حرارت در نشستهای سیاست اقتصادی شرکت می‌جست_گاهی با با صدای بلند و گاهی با مشت بر میز می‌کوبید. اجرایی ساختنِ برنامهٔ هیندنبورگ به ویلهلم گرونر محول گردید، افسر ستادی که راه‌آهن سراسری را در طول جنگ به نحوی مؤثر مدیریت کرده بود. دفتر (محل کار) وی نه در ستاد کل_چنان‌که لودندورف می‌خواست_ بلکه در وزارت دفاع که سازمانی غیرنظامی بود قرار داشت؛ بنابراین وی افسران ستاد را در بیشتر وزارتخانه‌ها به کار گماشت تا روند اوضاع را دانسته و خواستهایش را به کرسی بنشاند. مشکل اساسی صنایع جنگی کمبود کارگر ماهر بود، بنابراین ۱۲۵٬۰۰۰ نفر از نیروهای مسلح مرخص شده و کارگران آموزش دیده نیز دیگر مشمول نظام وظیفه نشدند. OHL خواست بیشتر مردان و زنان را در خدمت ملی ثبت نام کند اما رایشتاگ قانونی وضع کرد که تنها مردان با ۶۰_۱۷ سال سن مشمول این «خدمت میهنی» می‌شوند و نیز به‌کارگیری کارگران جنگی در مشاغل را منع نمود. گرونر دانست که آنها نیازمند پشتیبانی کارگران هستند برای همین اصرار کرد که نمایندگان اتحادیه‌ها نیز در شورا (هیئت)های حل اختلاف صنایع شرکت داده شوند. او همچنین از نظام درآمدهای مالیاتی افراطی ای حمایت کرد که صاحبان صنایع را شدیداً به خشم آورد. در ۱۶ اوت ۱۹۱۷ لودندورف ضمن تلگرافی به گرونر، او را از سمت فعلی اش معاف و مجدداً به هدایت لشکر ۳۳ پیاده گماشت. بالاتر از همه، «با ناتوانی در کنترل امور کار و کارگری و بی میلی به کنترل صنعت، ارتش شکستی غم‌انگیز متحمل شد.» از دید عموم ملت لودندورف در همان حال که جنگ را اداره می‌کند، سراسر ملت را نیز در پنجه خود دارد. با توجه به سخنان خود لودندورف، «مسئولین کشور… مرا در قامت یک دیکتاتور به تصویر کشیدند.» وی قرار نبود صدراعظم شود زیرا درخواستهای اداره جنگ به جای آن، بسیار سنگین بودند. تاریخ‌نگار فرانک تیپتون استدلال می‌کند که لودندورف از لحاظ تکنیکی هر چند دیکتاتور نبود اما «بدون تردید قدرتمندترین مرد آلمان» در ۱۹۱۸_۱۹۱۷ بود. OHL هیچ کاری برای تعدیل بحران کمبود فزایندهٔ مواد غذایی در کشور انجام نداد. به رغم محاصره متفقین، هر شهروند آلمانی می‌توانست به میزان کافی غذا دریافت دارد اما[چنین نشد و] منابع و ذخایر به نحو مؤثر یا منصفانه ای اداره نشدند. در بهار ۱۹۱۸ نیمی از تمامی گوشت، تخم مرغ و میوه که در برلن مصرف شدند، در بازار سیاه به فروش رفته بودند.

### در حکومت
نیروی دریایی تحت فرماندهی آلفرد فن تیرپیتس از جنگ نامحدود زیردریایی طرفداری کرد، ایده ای که مطمئناً ایالات متحده را به جنگ می‌کشاند. به در خواست قیصر آلمان، فرماندهان جنگی با دوست وی والتر نِرنست که شیمی‌دانی برجسته بود و از آمریکا شناخت خوبی داشت، دیدار کردند. در این دیدار نرنست نسبت به جنگ نامحدود زیردریایی هشدار داد. ژنرال لودندورف فوراً نشست را پایان داد: «آن یک نشست ناشی و بی‌معنی بود؛ یک غیرنظامی داشت وقت آنرا تلف می‌کرد.» جنگ نامحدود زیر دریایی در فوریه ۱۹۱۷ با حمایت محکم OHL آغاز گردید. این اشتباه مرگبار نتیجهٔ پذیرش فوریِ عقیدهٔ نیروی دریایی مبنی بر اینکه دشمن پاسخی مؤثر و بالقوه نخواهد داد و مطمئناً نیروهای مسلح آمریکا برای جنگیدن مؤثر ناتوان هستند، بود. حال آنکه در پایان جنگ، آلمان خود با ۲۷ ملت در ستیز دید. در بهار ۱۹۱۷ رایشتاگ مصوبه «صلح بدون الحاق و غرامت» را تصویب نمود. OHL اما نمی‌توانست این مصوبه را زیر پا گذارد یا نادیده گیرد. فرماندهان جنگی، در عوض، صدر اعظم بتمان هولوِگ را به ضعف و زبونی متهم کرده و با تهدید به استعفای دسته جمعی خودشان، او را وادار به استعفا نمودند؛ آنهم به رغم اینکه قیصر به آنها پند داده بود چنین کاری در حیطه صلاحیت نظامیان نیست. بتمان هولوِگ جای خود را به وزیر غذا یعنی گئورگ میخلز داد، کسی که اعلام کرده بود با مصوبهٔ صلح «به شیوهٔ خاص خود» برخورد خواهد کرد. به رغم این حواشی، رایشتاگ به اعتبارات مالی ای که برای ادامه جنگ ضروری بودند، رای داد.
لودندورف بر واگذاری قلمرو عظیمی که در معاهده برست_لیتوفسک∗ به روس‌ها تحمیل شده بود، پافشاری نمود، هر چند چنین چیزی مستلزم باقی ماندن یک میلیون سرباز آلمانی در شرق بود. نمایندهٔ وی در مذاکرات صلح با روس‌ها، حتی امتیازات اقتصادی_که مورد طمع صاحبان صنایع آلمانی بودند_ را نیز تقاضا کرد. فرماندهان از طریق اصرار بر مرزهایی توسعه یافته که آلمان با آن بتواند درآینده از خود دفاع کند، همچنان به سنگ اندازی در مسیر ارائه پیشنهاد صلح به قدرت‌های غربی ادامه دادند. لودندورف آلمانی‌ها را به مثابه «نژاد والا» در نطر می‌گرفت و طرح‌هایی ریخت که در صورت پیروزی شان، سربازان سابق را در دولتهای حوزه بالتیک و آلزاس-لورن (فرانسه) مسکن دهد، جایی که قرار بود اموالی که از فرانسویان غصب کرده بودند را برای خود به یغما ببرند. OHL هم آن دسته از وزرای حکومت که ضعیف تشخیص می‌داد را یکی پس از دیگری از مناصبشان به زیر می‌کشاند.

### «آفند صلح» یا «آفند بهاره» در غرب

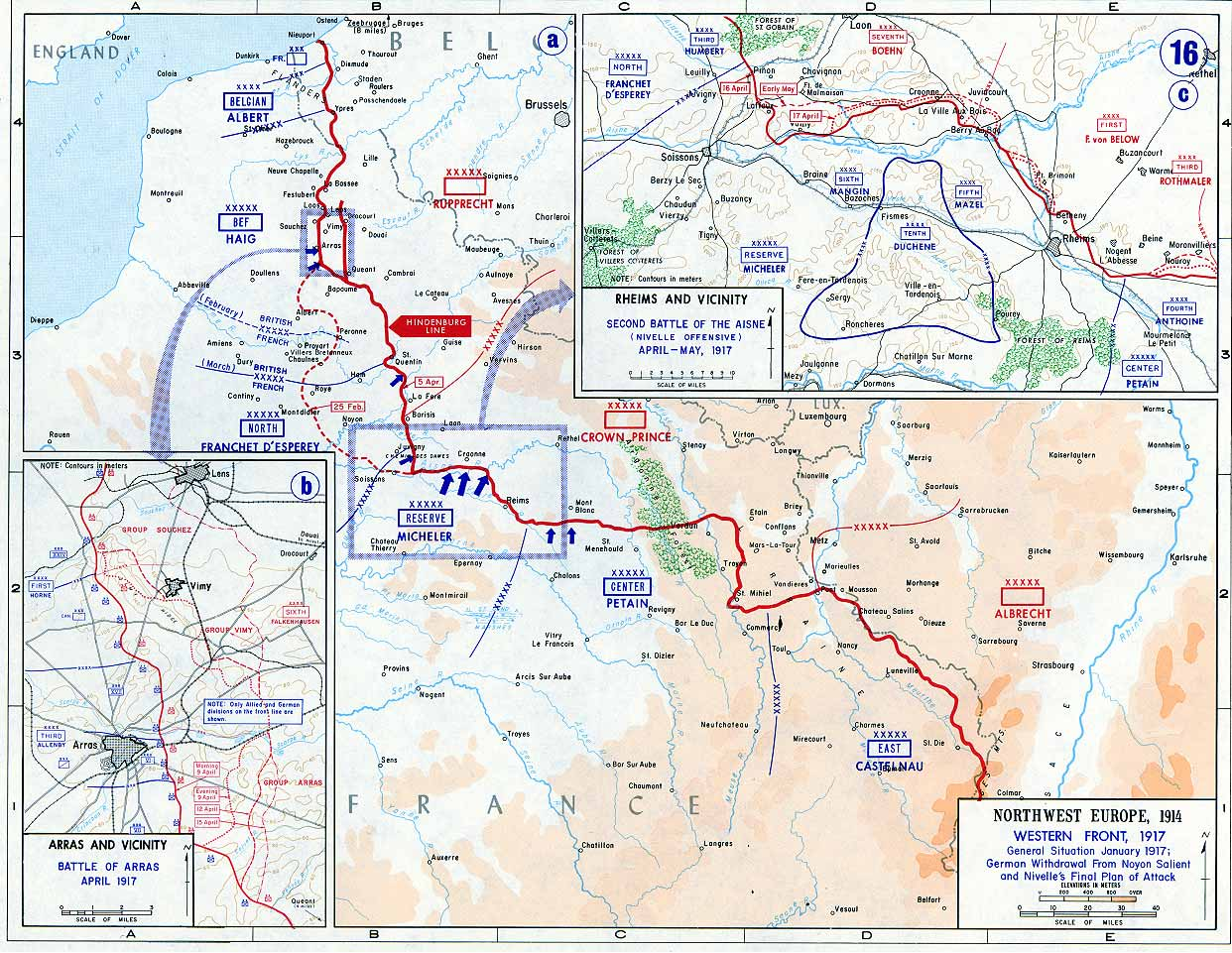
خط هیندنبورگ از آراس(Arras) شروع و تا نزدیکی سوآسون (Soissons) امتداد دارد. قسمت خط چین نیز پیشرفتگی (دماغه) ای است که آلمانی‌ها از آن عقب‌نشینی کردند و به خط هیندنبورگ خزیدند. مشخص است که خط هیندنبورگ درست در عقب این پیشرفتگی ساخته شد.

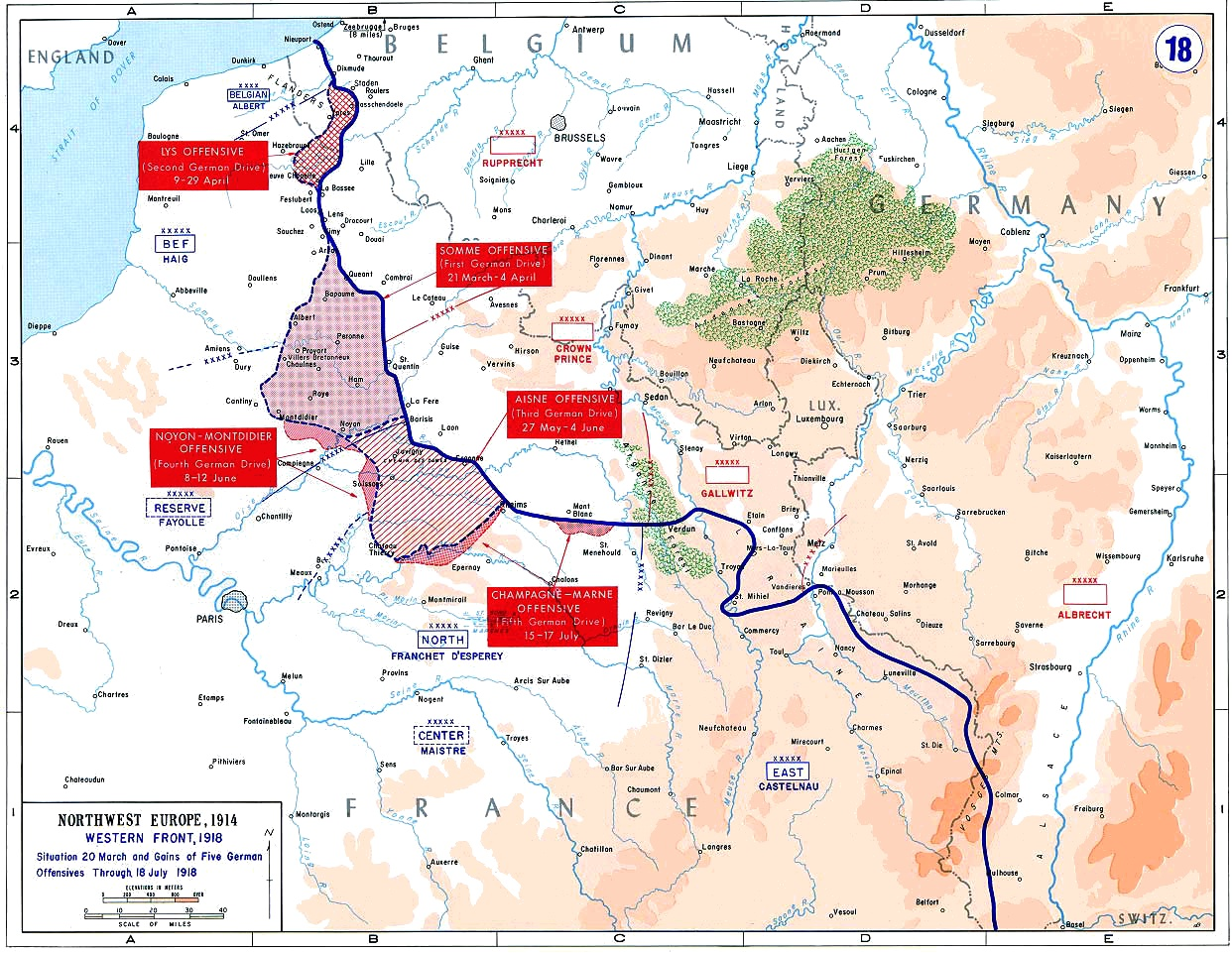
نقشه "آفند بهاره" یا "آفند لودندورف"

بر خلاف مداخلات چالش‌برانگیز OHL در سیاست و دیپلماسی، ارتش‌های آنان همچنان به شاهکار خود ادامه می‌دادند. در جبههٔ غرب، OHL تراکم مدافعان در خط مقدم را متوقف کردند، تدبیری که تلفات نیروها بر اثر توپخانهٔ دشمن کاهش داد. آنها دستور العملی مبنی بر دفاع انعطاف‌پذیر (متحرک)∗ به سراسر نیروهای جبهه غربی خود صادر کردند؛ تاکتیکی که که بر مبنای آن، مهاجمینی که به خطِ مقدمِ نه چندان حفاظت شدهٔ آلمان رخنه می‌کردند، ناخواسته به منطقه ای وارد می‌شدند که با توپخانه و ضدحملهٔ آلمان در هم کوبیده می‌شدند. همین دکترین در طول جنگ دوم جهانی نیز به کار رفت؛ آکادمی‌های نظامی این تاکتیک‌های جدید را به تمامی درجه‌های نظامی آموزش دادند. اثر این ابتکار لودندورف را زمانی می‌توان مشاهده کرد که توجه شود در نیمهٔ نخست ۱۹۱۶(وقتی هنوز فالکنهاین منصب دار OHL بود) ۷۷ سرباز آلمانی در برابر هر ۱۰۰ سرباز بریتانیایی کشته یا مفقود می‌شدند در حالی که در نیمهٔ دوم این سال (که هیندنبورگ و لودندورف عهده‌دار OHL شدند) این رقم به ۵۵ سرباز آلمانی در برابر هر ۱۰۰ سرباز بریتانیایی کاهش یافت. در فوریه ۱۹۱۷ با اطمینان از اینکه فرماندهٔ جدید فرانسویان، روبر نیوِل، دست به یورش خواهد زد و به درستی نیز پیش‌بینی شد که این یورش با هدف فشردنِ پیشرفتگی (دماغهٔ) آلمان در حد فاصل آراس(Arras) و نویون(Noyon)(به نقشه دقت کنید) انجام خواهد شد، آلمان‌ها به خط هیندنبورگی که در پائینِ همین پیشرفتگی قرار داشت، عقب نشستند؛ آنها زمینی که رها کردند را در عملیات موسوم به آلبریخ سوزانده و خالی از سکنه کردند تا فرانسویان برای تهاجم به دردسر بیفتند. تهاجم نیول در آوریل ۱۹۱۷ به خاطر دفاع متحرک در عمق آلمان‌ها بی اثر گردید؛ بسیاری از واحدهای فرانسوی نیز تمرد و سرکشی نمودند. بریتانیایی‌ها متفق خود را با یورشی موفق به نزدیکی آراس (خط هیندنبورگ از آراس آغاز می‌شد) یاری کردند. پیروزی عمدهٔ آنان تصرف ویمی ریج با تاکتیک‌های نوآورانه ای که در آنها دسته‌های پیاده‌نظام را به گروه‌های ویژه ای منقسم کردند، بود. تصرف این ناحیه به تجسس‌های توپخانهٔ بریتانیا دید خوبی نسبت به خطوط آلمان داد اما دفاع انعطاف‌پذیر آلمان مانع تصرف مواضع بیشتر شد. بریتانیایی‌ها در ژوئن ۱۹۱۷ موفقیت دیگری بدست آوردند زمانی که با بهره‌گیری از مین‌های منفجرهٔ محتوی مقدار زیادی ماده منفجره که تا آن زمان سابقه نداشت، مسن ریج در فلاندر بلژیک را با حمله ای که با جزئیات و وسواس تمام طراحی شده بود اشغال نمودند. در ابتدای این نبرد، دفاع آلمان‌ها توسط ژنرال فون لوسبرگ که یک پیشگامِ دفاع عمقی بود، هدایت می‌شد اما وقتی بریتانیایی‌ها تاکتیک‌های بدیع خود را اجرا کردند، لودندورف شخضاً نظارتِ روز به روز بر آن عملیات را اعمال کرد. پس از این شکست وی نگران تحلیل روحیه نیروهایش شد، برای همین در ژوئیه 1917 OHL یک واحد تبلیغات سیاسی (پروپاگاندا) تأسیس نمود. در اکتبر ۱۹۱۷ این واحد شروع به ایراد خطابه‌هایی میهن پرستانه برای سربازان کردند، سربازان به مغزشان فرو می‌شد که در صورت باختن جنگ، «بردگان پایتخت بین‌المللی خواهند شد». در پی سقوط تزار روس در مارس ۱۹۱۷، حکومت موقت روسیه یورشی موسوم به یورش کرنسکی در ژوئیه ۱۹۱۷ بر ضد خطوط اتریش_مجارستان در گالیسیا انجام داد. پس از موفقیتی نسبی، روس‌ها پس رانده شده و بسیاری از سربازانشان از جنگیدن سر باز زدند. آلمان‌ها با بهره‌گیری از بمباران توپخانه ایِ مختصر اما درهم کوبنده ای که در آن از سلاح‌های شیمیایی نیز استفاده شد، استحکامات ریگای روسیه را در سپتامبر ۱۹۱۷ اشغال کردند تا کار جبهه شرق را تمام کنند. بلشویک‌ها در اکتبر قدرت را در دست گرفتند و به زودی سر میز مذاکرات صلح حضور یافتند. جهت تقویت حکومت لرزان و دست و پا شکستهٔ اتریش_مجارستان نیز آلمان‌ها چند نیرو فراهم نموده و حمله ای مشترک در اکتبر این سال به ایتالیا انجام دادند. آنها به خطوط ایتالیائیان درکوه‌های کاپورتو رخنه کردند و دویست و پنجاه هزار ایتالیایی اسیر گشتند و باقی آنان وادار به عقب‌نشینی به خط دفاعی گراپا-پیاوه شدند. در بیستم نوامبر ۱۹۱۷ بریتانیا با حمله به کامبره فرانسه، آلمان را غافلگیر نمود. یک بمباران کوتاه و شدید، مقدم بر حملهٔ تانک‌ها، سبب‌ساز رخنه به خط هیندنبورگ گردید. این با تولد لودندورف مصادف بود؛ اما او به قدری غمگین بود که نتوانست در ضیافت شام حضور یابد. بریتانیایی‌ها اما به قدری سازمان یافته نبودند که از این رخنهٔ خود بهره‌برداری کنند بنابراین نیروهای ذخیره آلمان چنان ضدحمله ای زدند که در برخی نقاط دشمن را به خطوط اولیه خود بازپس راندند. در بدو ۱۹۱۸ تقریباً یک میلیون نفر از کارگرانِ کارخانه‌های تسلیحاتی، دست به اعتصاب زدند؛ یکی از خواسته‌های آنان صلح بدون الحاق بود. OHL فرمان داد که: «تمامی اعتصاب کنندگانی که قادر به حمل سلاح هستند، باید به جبهه اعزام گردند؛ [چرا که] با این عمل خود، خدمت نظامی را خوار و خفیف نموده‌اند.»
با خروج روسیه از جنگ، آلمانی‌ها اکنون در جبهه غرب برتری عددی بر متفقین یافتند. پس از بحث و رایزنی بسیار، OHL برای بیرون راندن بریتانیا از جنگ، یک سری حملات طراحی نمود که بعدها به آفند بهاره یا یورش لودندورف یا یورش صلح شهره شدند. در طول زمستانِ آخرین سال جنگ، تاکتیک‌های بدیعی که در نبردهای ریگا و کاپورتو به منصهٔ اجرا گزارده شده بودند، به تمامی درجه داران آلمان آموخته شدند. نخستین حمله در روز ۲۱ مارس ۱۹۱۸ نزدیک کامبره با عنوان یورش سُم یا عملیات میشائیل انجام گرفت. (در نقشه با عنوان Somme offensive نشان داده شده‌است) پس از بمبارانی سهمگین که توسط سرهنگ برجستهٔ توپخانه، گئورگ بروخمولر، سازمان داده شده بود، آنها توانستند به خطوط بریتانیایی‌ها رخنه کرده و موانعی که برای سه سال مانع دشمن شده بود را پشت سر گذارند. در نخستین روز، آنها توانستند منطقه ای به بزرگی منطقه ای که متفقین ظرف ۱۴۰ روز در نبرد اول سُم (سال گذشته) اشغال کرده بودند را متصرف شوند. دشمن هراسان شد اما این آن پیروزی ای نبود که OHL امید آن را داشت: آنها تاننبرگ دیگری طراحی کرده بودند که با آن ده‌ها هزار نفر از نیروهای بریتانیا را در پیشرفتگی کامبره محاصره می‌کرد اما به دفاعی سرسختانه برخورد کردند. آنها به اندازهٔ دشمن تلفات تقدیم کردند تا نخستین روز نبرد با تلفاتی کم‌نظیر در سراسر جنگ جهانی به پایان رسد. در میان این کشتگان، پسر خواندهٔ بزرگ لودندورف نیز دیده می‌شد. (پسرخواندهٔ جوانتر نیز پیش از این نبرد کشته شده بود) زمانی که با موتور از جبهه اش گشت زنی کرد، آنچه موجب دلسردی اش شد را اینطور توصیف نمود: «تعداد انبوهی زخمیِ سطحی با آن شیوه احمقانه و ناخوشایندِ عقب‌نشینی شان به پشت جبهه، کار را خراب کردند.» امریکائیان اما نیروهای اعزامی خود به فرانسه را دو برابر افزایش دادند.
حمله بعدی در فلاندر در منتهی‌الیه غرب بلژیک بود. (در نقشه با عنوان Lys offensive نشان داده شده‌است) بار دیگر آلمانی‌ها خطوط را شکافته و ۳۰ کیلومتر پیشروی کردند و بریتانیا را وادار به واگذاری تمامی زمینی که سال گذشته با هفته‌ها نبرد بدست آورده بودند، کردند. اما آلمان‌ها در هدف خود یعنی تصرف تقاطع ریلی ناکام ماندند. در سومین حمله از سری آفند بهاره، آلمانی‌ها با هدف راندن نیروهای ذخیرهٔ فرانسویان در جنوب به رود اَن نیز حمله بردند. (در نقشه با عنوان Aisne offensive نشان داده شده‌است) در موفقترین یورش خود تاکنون، ۱۲ کیلومتر در نخستین روز پیشروی نمودند و از رود مارن نیز گذشتند ولی در ۵۶ کیلومتری پاریس متوقف شدند. تناقض اینکه با هر پیروزی توان و روحیهٔ ارتش آنها رو به تحلیل می‌رفت. از ۲۰ مارس ۱۹۱۸(یک روز قبل از آغاز آفند بهاره) تا ۲۵ ژوئن خطوط جبهه آلمان از ۳۹۰ کیلومتر به ۵۱۰ کیلومتر گسترش یافت.
سپس آلمان‌ها به نزدیکی رنس یورش بردند (در نقشه با عنوان Champagne-Marne offensive نشان داده شده‌است) تا خطوط راه‌آهن بیشتری را جهت بهره‌برداری در این پیشرفتگی تصرف کنند اما تاکتیک‌های انعطاف‌پذیر (کشسان) فرانسویان مانع آنها شد. در ۱۸ ژوئیه ۱۹۱۸ لودندورف هنوز با همان روحیه «تهاجمی و سرشار از اعتماد به نفس» خود، به فلاندر در منتهی‌الیه غرب بلژیک رفت تا برای حملهٔ بعدی در آنجا به مشورت بپردازد. یک تماس تلفنی گزارش داد که تازه در نخستین روز نبرد سوآسون (در نقشه با عنوان Noyon-Montdidier offensive نشان داده شده‌است) فرانسویان و امریکائیان با انبوهی از تانک‌ها، جناح راست پیشرفتگیِ آنها که روبروی پاریس قرار داشت را درنور دیده‌اند. هر کس در آنجا حاضر بود دانست که مطمئناً جنگ را باخته‌اند و ژنرال لودندورف هم شوکه شده بود.
OHL حالا شروع به عقب‌نشینی قدم به قدم به سوی خطوط دفاعی جدید نمود. ابتدا تمامی منابع و زخمی‌ها را تخلیه نمودند. اطلاعیه‌های رسمی لودندورف که اکثریت آنها تاکنون صحیح بودند، اکنون اخبار دروغ را منتشر می‌کردند برای مثال در آنها ادعا شد که سربازان اعزامی آمریکایی توسط پلیس ویژه وادار شدند که مانند گله سوار نفربرهای کشتی شوند. در ۸ اوت ۱۹۱۸ آلمان‌ها در آمیان(Amiens) کاملاً غافلگیر شدند وقتی تانک‌های بریتانیایی از خطوطی که آنها در نبرد دوم سُم (در نقشه با عنوان Somme offensive نشان داده شده‌است) اشغال کرده بودند، رد شده و نیروهای آلمان را محاصره کردند. برای لودندورف این «روزی سیاه در تاریخ ارتش آلمان» بود. عقب‌نشینی آلمانی‌ها تحت فشار یورش‌های بعدی متفقین ادامه ادامه یافت. OHL هنوز با قدرت تمام در برابر پیشنهاد واگذاری زمین‌هایی که در فرانسه و بلژیک اشغال کرده بودند مقاومت می‌کرد؛ برای همین بود که حکومت آلمان نمی‌توانست پیشنهاد صلح خود تقدیم متفقین کند.
لودندورف به طوری فزاینده تند مزاج و ستیزه‌جو می‌شد، بی جهت به افسران ستادش خرده می‌گرفت، آشکاراً یاوه گویی‌های هیندنبورگ را محکوم می‌کرد و گاهی هم به گریه می‌افتاد. باوئر خواست جای وی را بگیرد اما در عوض پزشکی به نام هوکهایمر را به OHL آوردند. او کسی بود که در طول زمستان ۱۹۱۶_۱۹۱۵ در لهستان با لودندورف بر سر طرح‌های جایگزین سازی استعمارگران آلمانی به جای جمعیت اسلاو بومی آن ناحیه کار کرده بود. هوکهایمر پیش از وقوع جنگ در باب بیماری‌های عصبی پژوهش‌هایی کرده و تجاربی اندوخته بود. «همچون یک دوست سخن گفت و لودندورف نیز همچون یک دوست گوش فرا داد»، او ژنرال را متقاعد کرد که نمی‌تواند با یک ساعت خواب شبانه، مؤثر کار کند و بایستی یاد بگیرد چگونه استراحت نیز داشته باشد. پس از یک ماه دوری از ستاد، لودندورف از شدیدترین علائم خستگی در اثر جنگ رهایی یافته بود.

### سقوط
در ۲۹ سپتامبر ۱۹۱۸ لودندورف و هیندنبورگ به اطلاع قیصر رساندند که نمی‌توانند حفظ یکپارچگی جبههٔ غرب را «برای دو ساعت» تضمین کنند و باید آتش‌بس فوری امضاء شود اما گوش قیصر بدهکار نبود. صدر اعظم جدید پرنس ماکس فن بادن با پرزیدنت وودرو ویلسون آمریکایی تماس گرفت اما شروط ویلسون در نظر رهبران آلمان ناپذیرفتنی می‌آمد بنابراین ارتش به جنگ ادامه داد. صدراعظم به قیصر گفت که او و کابینه اش استعفا خواهند کرد مگر اینکه لودندورف از کار برکنار گردد؛ اما هیندنبورگ باقی بماند تا سر و سامان ارتش حفظ شود. قیصر فرماندهان خود را فراخواند، آسان و سریع با استعفای لودندورف موافقت نمود و سپس هیندنبورگ را مورد بی اعتنایی قرار داد. لودندورف در حالی که خشم خود را فرومی‌خورد از این که همراه با هیندنبورگ به ستاد برود، سرباز زد: «من نخواستم با شما با اتومبیل بیایم زیرا با من بسیار تحقیرآمیز رفتار کردید.»
لودندورفی که با وسواس بسیار در پی تمامی افتخارات و جوایز بود اکنون پاداش خود را با سرزنش و مسئولیت شکست دریافت می‌کرد. در حالی که مورد تحقیر و نفرت عام قرار گرفته بود و انقلاب ۱۹۱۸–۱۹۱۹ آلمان به وقوع پیوسته بود، او با برادر خود و گروهی از دوستان رابط پنهان شد تا این که مخفیانه خاک کشورش را در حالی که با عینک آبی و ریش و پاسپورت جعلی فنلاند نقاب زده بود، ترک کرد تا در سوئد مسکن گزیند؛ بالاخره دولت این کشور در فوریه ۱۹۱۹ از وی خواست از سوئد خارج شود. ظرف هفت ماه وی دو جلد خاطرات با جزئیات دقیق نوشت. دوستانش (به ویژه ویلهلم برویکر؛ آجودان وی) برای وی مدارک و مستندات تهیه کردند و با انتشاراتی‌ها جهت انتشار کتابش به مذاکره پرداختند. وی ژنرالی درخشان بود، طبق آنچه جان ویلر بِنِت گفته‌است «مطمئناً یکی از بزرگ‌ترین سازمان دهندگان نظامی است که دنیا تاکنون به خود دیده‌است» اما وی در عین حال یک مداخله جوی (فضول) سیاسی خرابکار نیز بود. تاریخ‌نگار نظامی پرنفوذ، هانس دلبروک چنین نتیجه گرفته‌است: «امپراتوری[آلمان] توسط مولتکه و بیسمارک تأسیس شد، توسط تیرپیتس و لودندورف نابود شد.»

## پس از جنگ

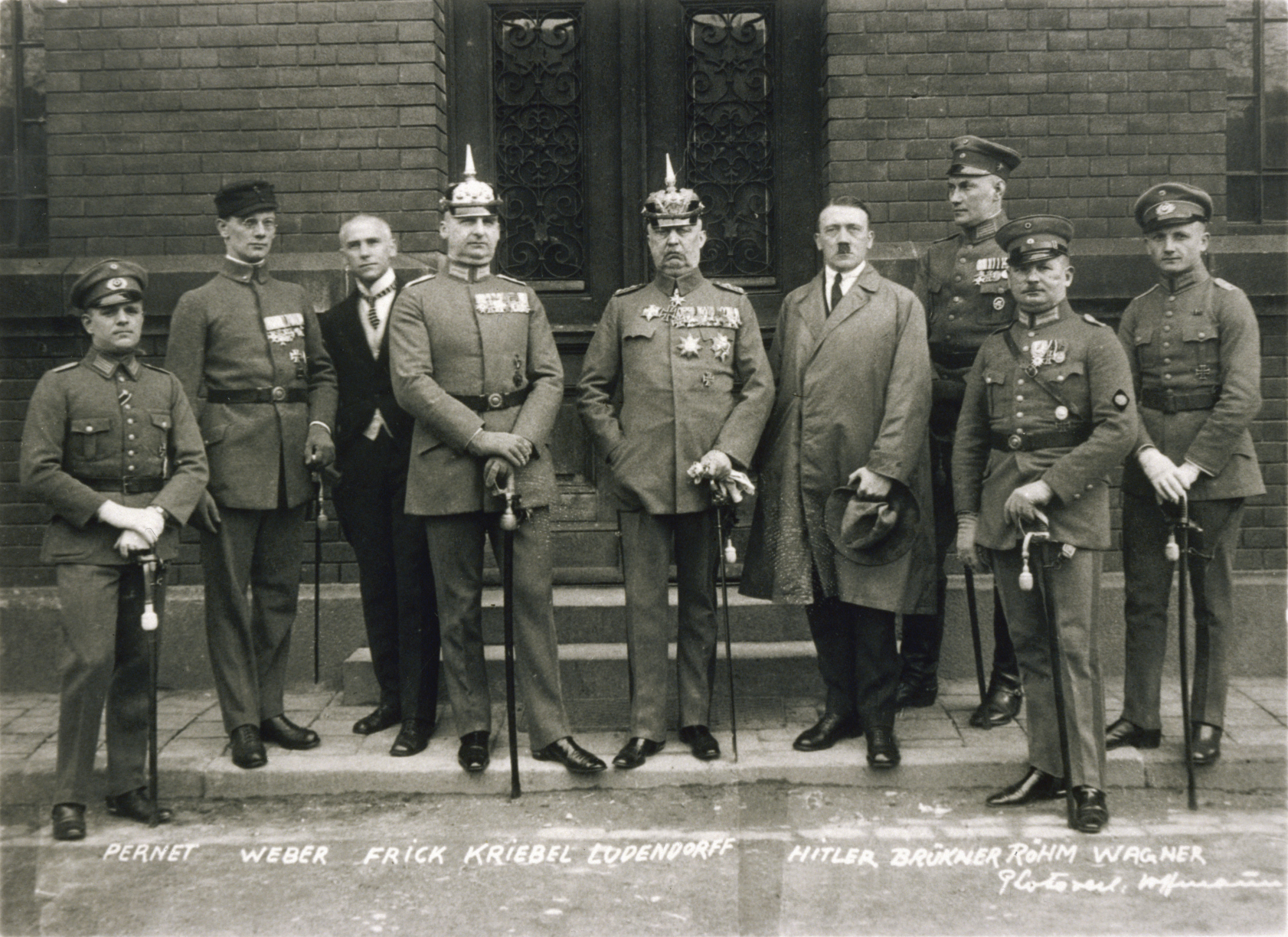
محاکمه خیانت بزرگ علیه شرکت کنندگان در کودتای مونیخ در 9 نوامبر 1923. مونیخ 1924

در تبعید، لودندورف کتاب‌های متعددی در باب رهبری جنگ آلمان نوشت و در همان حال پایه‌های نظریه خنجر از پشت را نیز پی ریخت و اصرار داشت که بحران‌های داخلی سبب تسلیم آلمان شدند و گرنه ارتش اوضاع خوب و محکمی در جبهه داشت؛ در حالی که به این حقیقت که خود وی شخصاً به سیاست مداران اصرار کرده بود با دشمن آتش‌بس امضاء کنند اشاره ای نکرد. لودندورف متقاعد شده بود آلمان درگیر جنگ دفاعی بود و قیصر ویلهلم نیز در سازماندهی یک جبههٔ ضدتبلیغات مناسب یا رهبری کافی ناتوان بوده‌است.
لودندورف نسبت به سوسیال دموکرات‌ها (اعضای حزبی که در پارلمان آلمان برای سالها صاحب اکثریت کرسی‌ها بودند) و چپ گرایان به طرزی مفرط مشکوک و بدبین بود، کسانی که آنان را مسئول تحقیر و تخفیف ملت آلمان در معاهده صلح ورسای می‌دانست. ژنرال لوندورف ادعا کرد که توجهی مبرم به عناصر تاجرپیشه (به ویژه یهودیان) داشته‌است و به گمان وی آنان در طول جنگ به تلاش‌های جنگی ملت آلمان با پی‌گیری سود به جای میهن‌پرستی، دیکته نمودن تولید محصول و امور مالی پشت کردند (چنان‌که گفته شد، لودندورف می‌خواست خود تمامی امور اقتصادی آلمان را در دست گیرد و با دیکته کردن تولید محصولات نظامی، تلاش‌های جنگی آلمان را سامان دهد).
بازهم با تمرکز بر چپ گرایان، لودندورف از ضرباتی که در اوخر جنگ بر پیکره آلمان وارد شدند (از طریق مسموم کردن روحیهٔ سربازانی که موقتاً به مرخصی رفته بودند) و این کشور را از لحاظ داخلی به فروپاشی نزدیک کردند (پیش از این که از لحاظ نظامی متلاشی شوند) بسیار انزجار و وحشت داشت. مهم‌تر از آن، لودندورف احساس کرد که ملت آلمان به مثابهٔ یک کلیت، آنچه که در جنگ در معرض خطر بود را نادیده گرفته‌است؛ او متقاعد شده بود که متفقین جنگ را آغاز کرده و مصمم به متلاشی کردن کامل آلمان بودند.
لودندورف نوشت:

با انقلاب، آلمان‌ها خود را در میان ملل دیگر مطرود ساختند، ناتوان از شکست دادن متفقین شدند، خود را خدمتگزار بیگانه‌ها و پایتخت‌های بیگانه ساخته و از همه گونه عزت و شرف محروم کردند. در مدتی بیست ساله، ملت آلمان احزابی که هم‌اکنون به پایه ریزیِ این انقلاب فخر می‌کنند را نفرین خواهد کرد. 

_اریش لودندورف، خاطرات جنگ من، ۱۹۱۸–۱۹۱۴

## حواشی سیاسی در جمهوری وایمار
لودندورف در فوریه ۱۹۱۹ از سوئد به کشور بازگشت. در هتل آدلون اقامت گزید و با دیگر مهمان این هتل یعنی "سِر نیل مالکولم" فرمانده قوای بریتانیایی ای که در آلمان حضور داشت، صحبتی کرد. پس از این که لودندورف از مسئولیت شکست آلمان در جنگ شانه خالی کرد، مالکولم به وی گفت:"منظور شما اینست که از پشت خنجر خورده‌اید؟" برعکس، وی داشت کلید واژه ای (شعاری) برای راست گرایان آلمان تدارک می‌دید.
در دوازدهم مارس ۱۹۲۰ حدود ۵٬۰۰۰ نفر از نیروهای فرای کورپس به فرماندهی والتر فن لُتویتس در مقابل دفتر صدراعظم وایمار رژه رفتند و سران حکومت از جمله فریدریش ابرت و گوستاف باوئر را وادار به فرار از شهر کردند. کودتاچیان برقراری یک حکومت جدید متشکل از سیاست مداران راست‌گرا_که ولفگانگ کپ صدراعظم آن بود_ را اعلام کردند. لودندورف و ماکس باوئر نیز جزئی از این کودتا بودند. کودتای کپ با یک ضربه سراسری از سوی حکومت قانونی_ که برلن را به تعطیلی کشاند_ به زودی در هم شکسته شد. رهبران آن پا به فرار گذاشتند و لودندورف به باواریا رفت، جایی که یک کودتای دست راستی دیگر به پیروزی رسیده بود. در این زمان وی دو جلد سند که مستندی از دوران خدمت نظامی اش بود را انتشار داد. او با هیندنبورگ آشتی نمود، کسی که از این به بعد هر ساله او را ملاقات کرد.

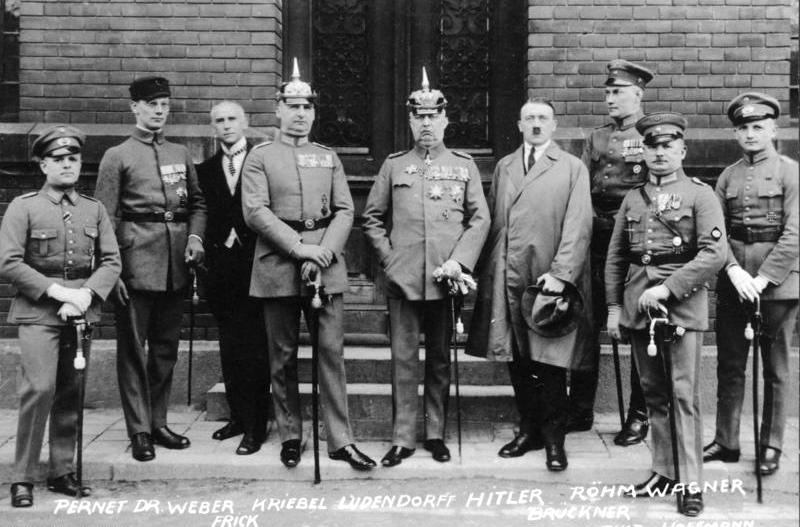
ژنرال لودندورف در کنار کودتاچیان کودتای آبجوفروشی

در مه ۱۹۲۳ اولین ملاقات لودندورف با آدولف هیتلر به نتایجی قابل قبول رسید و به زودی تماس‌های منظمی با ناسیونال سوسیالیست‌ها (نازی‌ها) داشت. در ۸ نوامبر ۱۹۲۳ کمیسر ایالتی باواریا، گوستاو فون کار، با تجمع (میتینگ) انبوهی در یک سالن آبجو فروشی به نام بورگربراوکلا (آلمانی: Bürgerbräukeller) مواجه شد. هیتلر در حالی که یک هفت تیر در دست داشت، به روی سن پرید و اعلام داشت انقلاب ملی در شرف وقوع است. آن سالن با مردانی مسلح به مسلسل اشغال شده بود و این اولین مرحلهٔ کودتای آبجوفروشی بود. هیتلر اعلام داشت که خودحکومت جدید رایش و لودندورف نیز هدایت ارتش را به دست خواهند گرفت. وی برای جمعیت به وجد آمده سخنرانی کرد و سپس شب را در وزارت جنگ به سر برد، جایی که با ناکامی کوشید حمایت ارتش را به دست آوَرد.
صبح روز بعد ۳٬۰۰۰ نازی مسلح در بیرون سالن آبجو فروشی متشکل شده و در حالی که رهبران کودتا در عقبِ پرچمداران قرار داشتند، به سوی مونیخ مرکزی راه افتادند. گروهی پلیس راه آنان را سد کردند و تیراندازی ای که کمتر از یک دقیقه به طول انجامید رخ داد. چندین نازی که در خط مقدم قرار داشتند مجروح شده یا نقش بر زمین شدند. لودندورف دستگیر گردید. از این که وی را به خانه اش بازگرداندند اما سایر رهبران حزب هنوز در بازداشت بودند عصبانی بود. ۴ افسر پلیس و ۱۴ نازی از جمله مستخدم لودندورف کشته شدند. سران کودتا در ابتدای سال ۱۹۲۴ محاکمه شدند. لودندورف تبرئه گردید اما پسرخوانده اش هاینتس پرنت(در تصویر، نفر اول در سمت چپ) متهم به رانندگی (شوفری) برای او، به یک سال حبس تعلیقی و پرداخت ۱٬۰۰۰ مارک جریمه محکوم شد. هیتلر به زندان رفت و در آنجا کتاب نبرد من را نوشت اما نُه ماه بعد آزاد گردید. ۶۰اُمین سالروز تولد لودندورف با حضور دسته ای نوازنده و حمل مشعل در یک رژه بزرگ، گرامی داشته شد. در ۱۹۲۴ وی به عنوان نماینده ائتلاف NSFB(ائتلافی از حزب آزادی مردم آلمان یا DVFP و حزب نازی) در انتخابات رایشستاگ برگزیده شد و تا ۱۹۲۸ صاحب کرسی بود. در حول و حوش این زمان، وی جامعهٔ تاننبرگ را بنیان نهاد، سازمانی ملی‌گرا که هم ضد سامی و هم ضد کاتولیک بود؛ همچنین نوشتاری انتشار داد که از نظریه توطئه ای که بر ضد یهودیان، کاتولیکها (به ویژه یسوعیان) و فراماسون‌ها بود، طرفداری و حمایت کرد.
به همان میزان که افکار و عقاید لودندورف زیر نفوذ همسر دومش یعنی ماتیلده فون کِمنیتس به تندی می گرائید، به تدریج وی روابط نزدیک تری با آدولف هیتلر بر قرار می‌کرد، کسی که مخفیانه و زیرکانه مشغول دسیسه چینی برای مخدوش کردن شهرت لودندورفی که وی را رقیب اصلی خود بر سر راه رهبری راست افراطی آلمان می‌دانست، بود. با این وجود در انتخابات ریاست جمهوری مارس ۱۹۲۵ هیتلر لودندورف را قانع ساخت شانس خود را به عنوان نامزد حزب نازی بیازماید، نتیجه اما این شد که ژنرال لودندورف تنها ۱٫۱ درصد آراء را به خود اختصاص داد؛ شواهدی وجود دارند که نشان می‌دهند هیتلر با پیش‌بینی خفت آور بودن نتایج شخصاً لودندورف را قانع ساخت در انتخابات شرکت کند. هیچ‌یک از نامزدها در دور نخست انتخابات صاحب اکثریت آراء نشده بودند بنابراین دور دومی لازم بود. ژنرال هیندنبورگ در دور دوم با اکثریتی خفیف پیروز انتخابات شد. لودندورف احساس حقارت می‌کرد چرا که دوست دیرینه‌اش (هیندنبورگ) به وی خیانت کرده و برای همین رابطه اش با وی را قطع کرد و در ۱۹۲۷ در مراسم بزرگداشت نبرد تاننبرگ حتی حاضر نشد در کنار فیلدمارشال هیندنبورگ بایستد. او به هیندنبورگ حمله لفظی کرد که "همانند یک سرباز ملی " رفتار ننموده‌است. روزنامه لیبرال چاپ برلن به نام ووسیشه تسایتونگ (به آلمانی: Vossische Zeitung) در مقاله ای با عنوان"نفرت لودندورف، هیندنبورگ را می‌کوبد_گازی سمی از جناح هیتلر" ادعا کرد که لودندورف حالا دیگر کاملاً در جهان بینی (ایدئولوژی) حزب نازی فرورفته است.
تاریخ‌نگار فرانک تیپتون نوشته‌است که لودندورف یک داروینیست اجتماعی بود و به جنگ به مثابهٔ بنیاد جوامع انسانی می‌نگریست، دیکتاتوری نظامی نیز از دیدگاه او شکل عادی حکومت در یک جامعه است که در آن تمامی منابع بایستی [برای مصارف جنگی] بسیج شوند. تاریخ‌نگار مارگارت اندرسون می‌نویسد که پس از پایان جنگ، لودندورف می‌خواست آلمان به جنگ با سراسر اروپا برود و این که لودندورف بعدها یک مشرک معتقد به خدای نوردیک اودین گردید؛ او نه تنها از یهودیت انزجار داشت بلکه همچنین از مسیحیت، مسیحیتی که آن را نیرویی ضعف آور فرض می‌کرد.